# CONCACAF Futsal Championship
Il CONCACAF Futsal Championship è il massimo torneo per selezioni nazionali di calcio a 5 organizzato dalla CONCACAF. Si svolge ogni quattro anni a partire dal 1996. Il trofeo designa sia il campione subcontinentale che le selezioni ammesse alla Coppa del Mondo, fungendo dunque da torneo di qualificazione. 
Il torneo vede protagonista la Costa Rica, vincitrice di quattro edizioni, seguita dagli Stati Uniti con due; completano l'albo d'oro Guatemala e Panama con un titolo ciascuno. Nonostante le cinque finali disputate, Cuba non è finora riuscita a vincere il torneo. 

## Storia
Nella prima edizione del 1996 a Città del Guatemala parteciparono sei formazioni, nell'appassionante girone A finirono a pari punti USA, Cuba e Costa Rica, designando l'eliminazione di quest'ultima ed il passaggio delle altre due ritrovatesi in finale con la vittoria della nazionale a stelle e strisce. Quattro anni più tardi a San José in Costa Rica furono i padroni di casa che tra le mura amiche vinsero il trofeo eliminando in semifinale i detentori statunitensi. Nell'edizione svoltasi nel 2004 a Heredia, sempre in Costa Rica, furono gli statunitensi partiti non molto bene nel girone a battere i padroni di casa e detentori in semifinale e ad avere la meglio sui cubani in finale.

## Edizioni
| Anno          | Ospitante                     | Finale      | Finale                  | Finale        | Finale 3º posto | Finale 3º posto | Finale 3º posto |
| Anno          | Ospitante                     | Vincitore   | Risultato               | Secondo posto | Terzo posto     | Risultato       | Quarto posto    |
| ------------- | ----------------------------- | ----------- | ----------------------- | ------------- | --------------- | --------------- | --------------- |
| 1996 Dettagli | Città del Guatemala Guatemala | Stati Uniti | 7 – 3                   | Cuba          | Messico         | 3 – 1           | Guatemala       |
| 2000 Dettagli | San José Costa Rica           | Costa Rica  | 2 – 0                   | Cuba          | Stati Uniti     | 5 – 1           | Messico         |
| 2004 Dettagli | Heredia Costa Rica            | Stati Uniti | 2 – 0                   | Cuba          | Costa Rica      | 12 – 5          | Messico         |
| 2008 Dettagli | Città del Guatemala Guatemala | Guatemala   | 3 – 3 (dts) 5 – 3 (dtr) | Cuba          | Stati Uniti     | 7 – 1           | Panama          |
| 2012 Dettagli | Città del Guatemala Guatemala | Costa Rica  | 3 – 2                   | Guatemala     | Panama          | 6 – 4 (dts)     | Messico         |
| 2016 Dettagli | San José Costa Rica           | Costa Rica  | 4 – 0                   | Panama        | Guatemala       | 3 – 2           | Cuba            |
| 2021 Dettagli | Città del Guatemala Guatemala | Costa Rica  | 3 – 2                   | Stati Uniti   | Guatemala       | 3 – 2 (dts)     | Panama          |
| 2024 Dettagli | Managua Nicaragua             | Panama      | 4 – 3                   | Cuba          | Guatemala       | 3 – 0           | Costa Rica      |

## Medagliere
| Posiz. | Nazione     | Oro | Argento | Bronzo | Totale |
| ------ | ----------- | --- | ------- | ------ | ------ |
| 1      | Costa Rica  | 4   | 0       | 1      | 5      |
| 2      | Stati Uniti | 2   | 1       | 2      | 5      |
| 3      | Guatemala   | 1   | 1       | 3      | 5      |
| 5      | Panama      | 1   | 1       | 1      | 3      |
| 4      | Cuba        | 0   | 5       | 0      | 5      |
| 6      | Messico     | 0   | 0       | 1      | 1      |

## Dettagli sui piazzamenti
| Nazionale           | 1996 | 2000 | 2004 | 2008 | 2012 | 2016 | 2021 | 2024 | Totale |
| Costa Rica          | 1T   | 1º   | 3º   | 1T   | 1º   | 1º   | 1º   | 4º   | 8      |
| Stati Uniti         | 1º   | 3º   | 1º   | 3º   | 1T   | -    | 2º   | QF   | 7      |
| Guatemala           | 4º   | -    | -    | 1º   | 2º   | 3º   | 3º   | 3º   | 6      |
| Panama              | -    | -    | 1T   | 4º   | 3º   | 2º   | 4º   | 1º   | 6      |
| Cuba                | 2º   | 2º   | 2º   | 2º   | 1T   | 4°   | 1T   | 2º   | 8      |
| Messico             | 3º   | 4º   | 4º   | 1T   | 4º   | 1T   | 1T   | QF   | 8      |
| Canada              | -    | -    | -    | -    | 1T   | 1T   | QF   | QF   | 4      |
| Rep. Dominicana     | -    | -    | -    | -    | -    | -    | QF   | QF   | 2      |
| Suriname            | -    | 1T   | 1T   | -    | -    | -    | QF   | 1T   | 4      |
| El Salvador         | 1T   | -    | -    | -    | -    | -    | QF   | -    | 2      |
| Trinidad e Tobago   | -    | -    | 1T   | 1T   | -    | -    | 1T   | 1T   | 4      |
| Nicaragua           | -    | 1T   | -    | -    | -    | -    | 1T   | 1T   | 3      |
| Haiti               | -    | -    | -    | 1T   | -    | -    | 1T   | 1T   | 3      |
| Antille Olandesi    | -    | 1T   | -    | -    | -    | -    | -    | -    | 1      |
| Porto Rico          | -    | 1T   | -    | -    | -    | -    | -    | -    | 1      |
| Guyana              | -    | -    | 1T   | -    | -    | -    | -    | -    | 1      |
| Saint Kitts e Nevis | -    | -    | -    | -    | 1T   | -    | -    | -    | 1      |
| Curaçao             | -    | -    | -    | -    | -    | 1T   | -    | -    | 1      |
| Honduras            | -    | -    | -    | -    | -    | 1T   | -    | -    | 1      |